# Lietuvos Taurė 1991
La Lietuvos Taurė 1991 è stata la 2ª edizione del torneo, iniziata il 24 aprile 1991 e terminata il 20 agosto successivo.
Il trofeo è stato vinto dallo Žalgiris, dopo aver battuto battuto in finale il Tauras Šiauliai col punteggio di 1-0.

## Primo turno
Lo Žalgiris accede direttamente ai quarti di finale.
| Squadra 1          | Risultato       | Squadra 2            |
| ------------------ | --------------- | -------------------- |
| 24 aprile 1991     |                 |                      |
| Panerys Vilnius    | 2 – 0           | Vytis-Inkaras Kaunas |
| Jovaras Mažeikiai  | 1 – 4           | Neris Vilnius        |
| Elektronas Tauragė | 0 – 1           | Granitas Klaipėda    |
| Vilija Kaunas      | 1 – 0           | Ekranas              |
| Sakalas Šiauliai   | 3 – 0           | Banga Kaunas         |
| Sūduva             | 3 – 0           | Vienybė Ukmergė      |
| Tauras Šiauliai    | 0 – 0 (3-2 dtr) | Sirijus Klaipėda     |

## Quarti di finale
| Squadra 1         | Risultato | Squadra 2        |
| ----------------- | --------- | ---------------- |
| 7 maggio 1991     |           |                  |
| Žalgiris          | 1 – 0     | Panerys Vilnius  |
| Granitas Klaipėda | 1 – 0     | Neris Vilnius    |
| Vilija Kaunas     | 0 – 1     | Sakalas Šiauliai |
| Tauras Šiauliai   | 7 – 0     | Sūduva           |

## Semifinali
| Squadra 1                      | Totale      | Squadra 2       | Andata | Ritorno         |
| ------------------------------ | ----------- | --------------- | ------ | --------------- |
| 1º agosto 1991 / 5 agosto 1991 |             |                 |        |                 |
| Granitas Klaipėda              | 1 – 5       | Žalgiris        | 1 – 2  | 0 – 3           |
| Sakalas Šiauliai               | 2 – 2 (dts) | Tauras Šiauliai | 1 – 1  | 1 – 1 (3-4 dtr) |

## Finale
| Arbitro: | Slyva (Kaunas) |

|                 |           |  |
| Skarbalius 103’ | Marcatori |  |